# 2001 en bande dessinée
| Années de la bande dessinée : 1998 - 1999 - 2000 - 2001 - 2002 - 2003 - 2004    |
| Décennies de la bande dessinée : 1970 - 1980 - 1990 - 2000 - 2010 - 2020 - 2030 |

Cet article présente les faits marquants de l'année 2001 en bande dessinée.

## Événements
- Du 25 au 28 janvier : 28e Festival international de la bande dessinée d'Angoulême : Festival d'Angoulême 2001
- Avril : Aux États-Unis, sortie d'Amazing Spider-Man no 471 (première histoire de Spider-Man par Joseph Michael Straczynski), chez Marvel
- Les 21 et 22 avril : 8e Festival de bande dessinée de Perros-Guirec.
- Du 24 au 26 août : 13e Festival de Solliès-Ville
- Les 15 et 16 septembre : 2e édition du Festival BD d'Arlon.
- Fusion des maisons d'édition Amok et Fréon donnant naissance à Frémok

## Nouveaux albums
Voir aussi : Albums de bande dessinée sortis en 2001

### Franco-belge
| Sortie      | Titre                                                       | Scénariste                       | Dessinateur         | Coloriste        | Éditeur              |
| ----------- | ----------------------------------------------------------- | -------------------------------- | ------------------- | ---------------- | -------------------- |
| janvier     | Rilax Tome 2 : Ca Roule                                     | Djaki                            | Zirbus              |                  | Vents d'Ouest        |
| février     | Lili Tome 14 : Lili chez les milliardaires                  | Paulette Blonay                  | Al Gérard           |                  | Vents d'Ouest        |
| février     | L'Héritage des dieux Tome 1 : Likonda                       | Mannisi                          | Frehel              |                  | Vents d'Ouest        |
| février     | Krän Tome 3 : Gare au Garou                                 | Éric Hérenguel                   | Éric Hérenguel      |                  | Vents d'Ouest        |
| février     | L'Art de la fessée                                          | Jean-Pierre Enard                | Milo Manara         |                  | Vents d'Ouest        |
| février     | Fol Tome 2 : Le Temps du Rübezahl                           | Patrick Prugne                   |                     |                  | Vents d'Ouest        |
| mars        | Arvandor Tome 1 : La Cabale sombre                          | Éric Stoffel                     | Olivier Thomas      |                  | Vents d'Ouest        |
| mars        | Selen en BD Tome 23 : Soumission impossible                 | Stefano Mazzotti                 |                     |                  | Vents d'Ouest        |
| avril       | La Piste des ombres Tome 2 : Trois tombes                   | Tiburce Oger                     |                     |                  | Vents d'Ouest        |
| avril       | Tous mes « vrais » amis                                     | Jim                              | Fredman             |                  | Vents d'Ouest        |
| avril       | Anachron Tome 1 : Le Retour de la bête                      | Thierry Cailleteau               | Joël Jurion         |                  | Vents d'Ouest        |
| mai         | Les Farfelingues Tome 1 : La Balade du pépère               | Régis Loisel                     | Pierre Guilmard     |                  | Vents d'Ouest        |
| mai         | Malek Sliman Tome 2 : À un de ces quatre                    | Bruno Falba                      | Richard Di Martino  |                  | Vents d'Ouest        |
| mai         | Cotton Kid Tome 4 : La Piste de Chisholm                    | Jean Léturgie                    | Pearce              |                  | Vents d'Ouest        |
| mai         | Solange tome 6 : Eté 1914                                   | Marco Tomatis                    | Cinzia Ghigliano    | Cinzia Ghigliano | Casterman            |
| juin        | Darken Tome 1 : Les Yeux de cristal                         | Igor Polouchine, Bernard Rastoin | Christophe Swal     |                  | Vents d'Ouest        |
| juin        | Pacush Blues Tome 11 : Quelques vérités sur le mensonge     | Ptiluc                           |                     |                  | Vents d'Ouest        |
| juin        | Bio Attitude                                                | Harty, Joan, Ptiluc              |                     |                  | Vents d'Ouest        |
| juin        | Lili Tome 15 : Lili à l'Olympia Sporting Club               | Paulette Blonay                  | Al Gérard           |                  | Vents d'Ouest        |
| août        | Polstar Tome 1 : Le Mérou                                   | Jean Léturgie                    | Simon Léturgie      |                  | Vents d'Ouest        |
| septembre   | Le Prophète de Tadmor Tome 2 : La Trahison de Azap Kapi     | Tarek                            | Ivan Gomez-Montero  |                  | Vents d'Ouest        |
| septembre   | Lili Tome 16 : Lili en Grèce                                | Paulette Blonay                  | Al Gérard           |                  | Vents d'Ouest        |
| septembre   | Hispañola L'intégrale                                       | Fabrice Meddour                  |                     |                  | Vents d'Ouest        |
| septembre   | Sboub Tome 1 : Fans de cinéma                               | Pierre Loyvet                    | Sébastien Floc'h    |                  | Vents d'Ouest        |
| septembre   | Pandora Tome 1 : Le Régent fou                              | Éric Stoffel                     | Thomas Allart       |                  | Vents d'Ouest        |
| septembre   | Alzéor Mondraggo Tome 1 : Le Premier Chevalier astro-régulé | Makyo                            | David Caryn         |                  | Vents d'Ouest        |
| septembre   | Polstar Tome 2 : Le Monkey                                  | Jean Léturgie                    | Simon Léturgie      |                  | Vents d'Ouest        |
| 1er octobre | Les Aventures de Vick et Vicky - Tome 7 - L'été de la Louve | Frédéric Cherki                  | Bruno Bertin        | Studio Vicky     | Éditions P'tit Louis |
| 1er octobre | Kenya Tome 1 : Apparitions                                  | Leo et Rodolphe                  | Leo                 | Scarlett         | Dargaud              |
| octobre     | Krän Tome 4 : Le Grand Tournoi                              | Éric Hérenguel                   |                     |                  | Vents d'Ouest        |
| octobre     | L'Héritage des dieux Tome 2 : Noesis                        | Frehel                           | Mannisi             |                  | Vents d'Ouest        |
| octobre     | Les Coulisses du Rock                                       | Philipp Dodd                     |                     |                  | Vents d'Ouest        |
| octobre     | Polstar Tome 3 : L'Empire                                   | Jean Léturgie                    | Simon Léturgie      |                  | Vents d'Ouest        |
| octobre     | Selen en bd Tome 24 : Docile adorée                         | Stefano Natali                   |                     |                  | Vents d'Ouest        |
| novembre    | Dusty Dawn Tome 1 : L'Héritage maléfique - 1re partie       | Samuel Bournazel                 | Christophe Alvès    |                  | Vents d'Ouest        |
| novembre    | Totale Maîtrise Tome 1                                      | Olivier Pont                     | Georges Abolin      |                  | Vents d'Ouest        |
| novembre    | Les Zélus Tome 1 : Tout se passe dans les cabinets !        | Ferru                            | Nicoby              |                  | Vents d'Ouest        |
| novembre    | 500 idées en or pour être quelqu'un de bien                 | Jim                              |                     |                  | Vents d'Ouest        |
| novembre    | Gorn Coffret tomes 5 à 8                                    | Tiburce Oger                     |                     |                  | Vents d'Ouest        |
| novembre    | Arvandor Tome 2 : Le Chant des âmes                         | Éric Stoffel                     | Olivier Thomas      |                  | Vents d'Ouest        |
| novembre    | Gueules de Zings                                            | Thierry Cailleteau               | Jean Barbaud        |                  | Vents d'Ouest        |
| novembre    | Kérioth Tome 2 : L'Étoile noire                             | Pascal Bertho                    | Marc-Antoine Boidin |                  | Vents d'Ouest        |
| novembre    | Gorn Coffret tomes 1 à 4                                    | Tiburce Oger                     |                     |                  | Vents d'Ouest        |
| novembre    | Selen en BD Tome 25 : In Bed with Sonia X                   | Giovanna Casotto                 |                     |                  | Vents d'Ouest        |
| novembre    | Chansons en BD : Édith Piaf en BD                           | Collectif                        |                     |                  | Vents d'Ouest        |
| novembre    | Le Hobbit Tome 1                                            | Charles Dixon, J. R. R. Tolkien  | David Wenzel        |                  | Vents d'Ouest        |
| novembre    | Robinson Tome 1                                             | Philippe Sternis                 |                     |                  | Vents d'Ouest        |
| novembre    | Le Hobbit Tome 2                                            | Charles Dixon, J. R. R. Tolkien  | David Wenzel        |                  | Vents d'Ouest        |
| novembre    | Le Hobbit Coffret tomes 1 &amp; 2                           | Charles Dixon, J. R. R. Tolkien  | David Wenzel        |                  | Vents d'Ouest        |
| ?           | Persepolis Tome 2                                           | Marjane Satrapi                  | Marjane Satrapi     |                  | L'Association        |
| ?           | Gare centrale                                               | Lewis Trondheim                  | Lewis Trondheim     |                  | L'Association        |
| ?           | Les Ineffables                                              | Lewis Trondheim                  | Lewis Trondheim     |                  | L'Association        |
| ?           | (Un Temps.)                                                 | Jochen Gerner                    | Jochen Gerner       |                  | L'Association        |
| ?           | Johan et Pirlouit T.17 La Rose des sables                   | Yvan Delporte                    | Alain Maury         |                  |                      |

### Comics
| Sortie | Titre       | Scénariste | Dessinateur | Coloriste | Éditeur |
| ------ | ----------- | ---------- | ----------- | --------- | ------- |
| ?      | à compléter |            |             |           |         |
| ?      | …           |            |             |           |         |

### Mangas
| Sortie | Titre       | Scénariste | Dessinateur | Coloriste | Éditeur |
| ------ | ----------- | ---------- | ----------- | --------- | ------- |
| ?      | à compléter |            |             |           |         |
| ?      | …           |            |             |           |         |

## Décès
- Kim Jong-rae
- 30 janvier : Claude Beylie, auteur d'articles sur l'histoire de la bande dessinée et inventeur de l'expression « 9e art ».
- 14 février : Michel Crespin
- 4 mars : Fred Lasswell, auteur de comics
- 22 mars : Pierre Brochard, dessinateur et scénariste français (Alex et Eurêka)
- 31 mars : Yves Lapalu
- 16 avril : Mittéï
- 19 avril : Henry Boltinoff
- 22 juin : George Evans, dessinateur de comics
- 27 juin : Tove Jansson
- 1er juin : Hank Ketcham, auteur de la série Denis la Malice
- 16 juillet : Morris, auteur de Lucky Luke.
- 19 juillet : Opland (nl)
- 27 juillet : Martha Orr, autrice de comic strip
- 25 août : Chuck Cuidera, dessinateur de comics
- 31 août : Claude Marin (Coq hardi, Le Journal de Mickey)
- 13 septembre : Johnny Craig, auteur de comics et Frédéric-Antonin Breysse, dessinateur
- 6 novembre : Gray Morrow
- 28 novembre : Bob Gustafson, auteur de comics
- 2 décembre : Chase Craig, dessinateur, scénariste et rédacteur en chef de comics
- 10 décembre : Dave Graue, auteur de comics
- 19 décembre : Dan DeCarlo, auteur de comics